# Чернохвостый луциан
Чернохвостый луциан, или тамбак (лат. Lutjanus fulvus), — вид лучепёрых рыб из семейства луциановых. Распространены в Индо-Тихоокеанской области. Максимальная длина тела 40 см.

## Описание
Тело веретенообразное, умеренно высокое. Рыло длинное и немного заострённое. Рот относительно небольшой. Верхний профиль головы немного скошен. Предглазничная кость довольно широкая, её ширина равна диаметру глаза. Предглазничные выемка и выпуклость хорошо развиты. Есть зубы на сошнике и нёбе; язык без зубов; на сошнике зубы расположены в форме полумесяца без срединного выступа. На первой жаберной дуге 16—20 жаберных тычинок, из них 10—13 на нижней части (включая рудиментарные). В спинном плавнике 10 жёстких и 14 мягких лучей. В анальном плавнике 3 жёстких и 8—9 мягких лучей. Задний край спинного и анального плавников закруглённый. В грудных плавниках 16 мягких лучей, окончания плавников доходят до анального отверстия. Хвостовой плавник немного вогнутый. Над боковой линией ряды чешуй проходят косо к боковой линии.
Окраска верхней части тела и боков от серой до коричневой. По бокам тела проходят ряды узких полос жёлтого или золотисто-коричневого цвета, обычно по каждому ряду боковых чешуй. Брюхо и нижняя часть головы беловатые. Спинной плавник от бурого до красноватого цвета, с узкой черноватой полосой по краю. Хвостовой плавник черноватый. Спинной и хвостовой плавники с узкой белой окантовкой. Анальный и брюшные плавники желтоватые.
Максимальная длина тела 40 см, обычно до 25 см.

## Биология
Морские бентопелагические рыбы. Обитают у коралловых рифах в лагунах и на внешних рифовых склонах на глубине от 2 до 40 м. Молодь иногда встречается в неглубоких мангровых болотах и в нижних участках рек. Питаются преимущественно в ночные часы. В состав рациона входят рыбы, креветки, крабы, голотурии и головоногие. Нерест происходит в течение всего года, по крайней мере, в более низких широтах.
У берегов Японии самки впервые созревают при длине тела 22,5 см в возрасте четырёх лет, а самцы — при длине тела 20,7 см в возрасте трёх лет. Нерестятся с апреля по октябрь. Максимальная продолжительность жизни 34 года.

## Ареал
Широко распространены в прибрежных водах Индо-Тихоокеанской области от восточного побережья Африки по всему Индийскому океану; в Тихом океане встречаются от юга Японии и островов Рюкю до Австралии и на восток до Маркизских островов и островов Лайн. Интродуцированы на Гавайские острова.

## Взаимодействие с человеком
Из-за небольших размеров представляют интерес только для местного промысла. Ловят ярусами, ловушками и жаберными сетями. Реализуются в свежем виде. Отмечены случаи заболевания сигуатерой после употребления в пищу данного вида рыб. Международный союз охраны природы присвоил этому виду охранный статус «Вызывающий наименьшие опасения».